# Hnatowe Berdo
Hnatowe Berdo (1187 m n.p.m.) – mało wybitna kulminacja Połoniny Wetlińskiej w Bieszczadach Zachodnich. Położone jest na zachód od Osadzkiego Wierchu, jako zakończenie krótkiego bocznego grzbietu. Część szczytowa pokryta jest połoniną. Wierzchołek nie jest dostępny dla turystów. Z rzadkich w Polsce roślin występuje tutaj tojad bukowiński.

## Przypisy

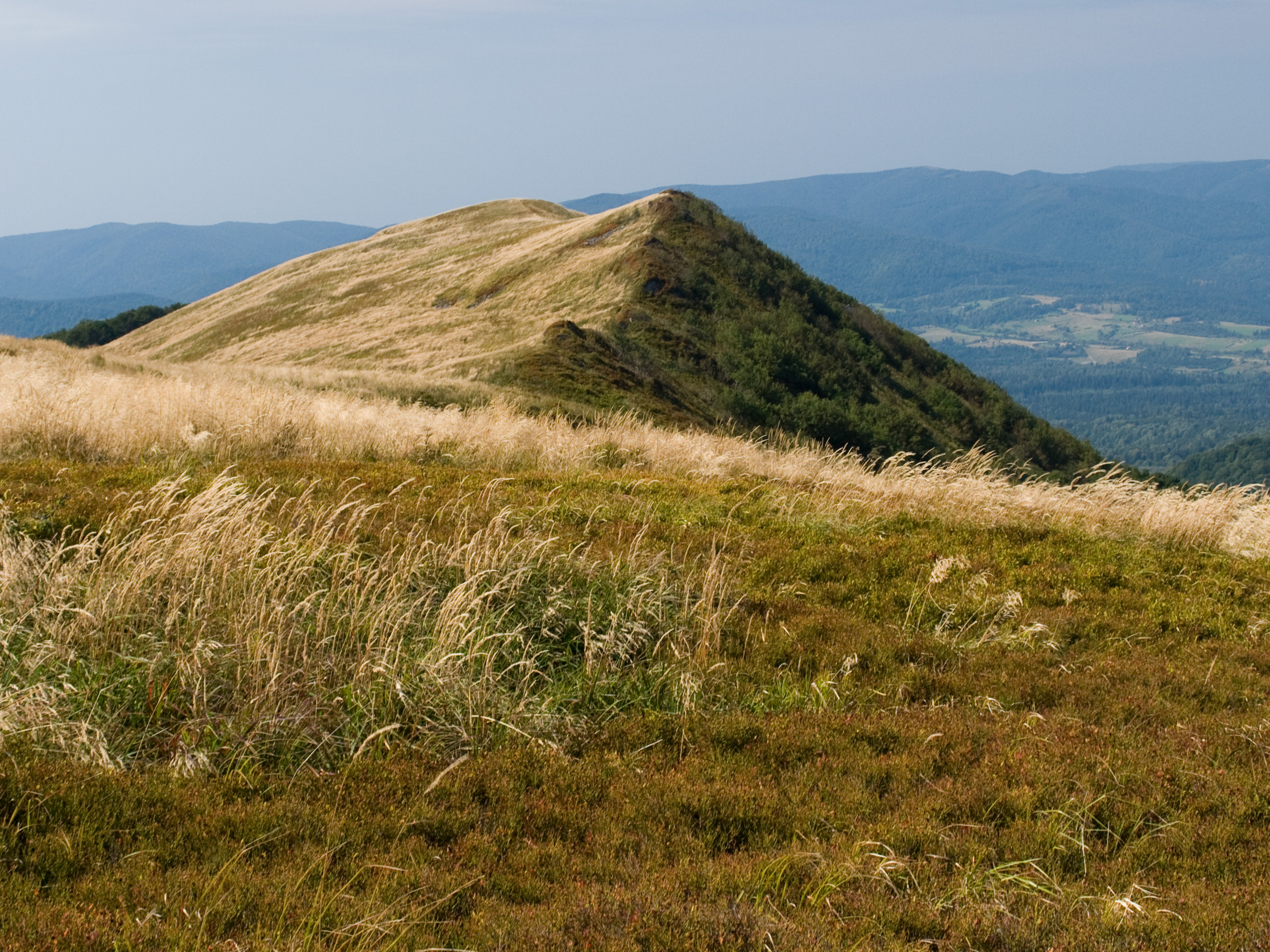
Widok od wschodu